# Познанська архідієцезія
Познанська архідієцезія — одна з 14 архідієцезій католицької церкви в Польщі. Заснована 968 року як місійне єпископство, що було підпорядковане безпосередньо Апостольській столиці. Першим місійним єпископом був Йордан, призначений єпископом папою Йоаном XII. Йордан вважається першим єпископом в історії Польщі. 1076 року єпископство було підпорядковано гнєзненській митрополії. 1821 року отримала ранг архідієцезії, бувши до 1946 сполучена персональною унією з гнезненською митрополією.
Архідієцезія охоплює територію 9000 км² і налічує майже півтора мільйони вірних. Кафедральним собором архідієцезії є Базиліка святих Петра і Павла в Познані.